# Cantón de Audruicq
El cantón de Audruicq era una división administrativa francesa, que estaba situada en el departamento de Paso de Calais y la región de Norte-Paso de Calais.

## Composición
El cantón estaba formado por trece comunas:
- Audruicq
- Guemps
- Nortkerque
- Nouvelle-Église
- Offekerque
- Oye-Plage
- Polincove
- Ruminghem
- Sainte-Marie-Kerque
- Saint-Folquin
- Saint-Omer-Capelle
- Vieille-Église
- Zutkerque

## Supresión del cantón de Audruicq
En aplicación del Decreto n.º 2014-233 de 24 de febrero de 2014, el cantón de Audruicq fue suprimido el 22 de marzo de 2015 y sus 13 comunas pasaron a formar parte del nuevo cantón de Marck.